# Abu Sufian bin Qumu
Abu Sufian Ibrahim Ahmed Hamouda bin Qumu (arabisch أبو سفيان إبراهيم أحمد حمودة بن قمو, DMG Abū Sufyān Ibrāhīm Aḥmad Ḥammūda b. Qumū; * 26. Juni 1959 in Darna) ist ein libyscher Rebellenführer.

## Leben
Von 1979 bis 1990 hatte bin Qumu in der libyschen Armee als Panzerfahrer gedient. Wegen mehrerer Verbrechen, darunter Mord und Drogenhandel, war er zu 10 Jahren Haft verurteilt worden. Er entkam 1993 seinem Gefängnis und floh nach Ägypten. Er reiste nach Afghanistan und ließ sich in Usama Bin Ladens Lager in Torkham ausbilden. Bin Qumu zog dann in den Sudan. Dort schloss er sich der Libyschen Islamischen Kampfgruppe (LIFG) an und arbeitete als LKW-Fahrer für Wadi al Aqiq, eine von Usama Bin Ladens Firmen. Auf Druck der libyschen und sudanesischen Regierungen hin verließ er den Sudan 1997. Mit einem gefälschten mauretanischen Pass reiste er nach Pakistan. 1998 zog er sich von der LIFG zurück und schloss sich der Taliban-Bewegung an; 2000 zog er ins Stammesgebiet nach Peschawar. 2001 war er für al-Wafa in Kabul tätig. Bin Qumu kämpfte mit den Taliban gegen die Nordallianz und wurde am Bein verwundet. Ende 2001 zog er von Kabul nach Peschawar, wo ihn die pakistanische Polizei nach einem Hinweis des Gaddafi-Regimes in seinem Hotel festnahm und an die USA übergab. Im Mai 2002 wurde er nach Guantánamo überstellt.
Von 2002 bis 2007 war bin Qumu in Guantanamo inhaftiert. Die USA überstellten ihn an Libyen unter der Maßgabe, dass er dort weiter in Haft bleiben müsse. Tatsächlich wurde bin Qumu zunächst im Abu-Salim-Gefängnis festgehalten, 2010 jedoch vom Gaddafi-Clan freigelassen.
2011 wurde er Anführer einer Gruppe von Kämpfern in seiner Heimatstadt und beteiligte sich am Bürgerkrieg in Libyen. Trotz gleichen Names war seine Gruppe nicht beteiligt am Angriff auf das US-Konsulat in Bengasi.
Im April 2013 wurde bin Qumu mit einer Schussverletzung auf die Intensivstation verlegt.